# Liocarcinus vernalis
Liocarcinus vernalis (лат.) — вид морских плавающих крабов из семейства Polybiidae. Ранее вид включали в семейство Portunidae.
Как и другие представители семейства, Liocarcinus vernalis характеризуется преобразованием пятой пары ног в широкие лопасти, которые используются для плавания.
Долгое время считалось, что Liocarcinus vernalis является преимущественно средиземноморским видом, но его известный ареал был расширен благодаря серии наблюдений в 1980-х и 1990-х годах. Он простирается от Западной Африки до южной части Северного моря.

## Синонимы
В синонимику вида входят следующие биномены:
- Macropipus barbarus (Lucas, 1846)
- Macropipus vernalis (Risso, 1827)
- Polybius (Polybius) vernalis (Risso, 1827)
- Portunus barbarus H. Lucas, 1846
- Portunus dubius Rathke, 1837
- Portunus Valentieni Cocco, 1833
- Portunus vernalis Risso, 1827